# Mbanié
Mbanié (Mbañé) o isola di Mbañié è una piccola isola della Guinea Equatoriale di 20 ettari posta nelle acque gabonesi a una decina di chilometri dalla costa della Provincia di Estuaire. L'isola è disabitata, a  eccezione di un distaccamento di gendarmi gabonesi che si è stabilito dal 1972. La sovranità equatoguineana è stata contestata dal vicino stato del Gabon, come per la vicina isola di Cocoteros e l'isolotto di Conga.
L'isola sabbiosa nella baia di Corisco (Golfo di Guinea), è stata rivendicata per la prima volta dalla Guinea Equatoriale nel 1972. Dopo la firma di un trattato nel 1974, questa rivendicazione cessò fino all'inizio degli anni '90. quando la Guinea Equatoriale riaprì la disputa. È opinione diffusa che le acque di queste isole ospitino importanti giacimenti di petrolio. In realtà, l'interesse della Guinea Equatoriale per Mbanié deriverebbe dal controllo delle zone marittime poste tra le coste del Gabon e l'isola di São Tomé, per le quali il Gabon e la Guinea hanno assegnato dei permessi petroliferi nelle stesse aree. Una mediazione delle Nazioni Unite avviata nel 2003 non ebbe successo e le due parti sembrano oggi determinate a sottoporre la controversia a un organo giudiziario internazionale. Il 19 maggio 2025, la Corte internazionale di giustizia ha emesso la sentenza che sancisce la titolarità legale delle isole Mbanié, un'isola di circa trenta ettari, e di due isolotti più piccoli, Cocotiers e Conga. era detenuto dalla Spagna, che poi lo trasferì alla Guinea Equatoriale quando ottenne l'indipendenza nel 1968, non al Gabon.